# Petrovice I
Petrovice I (deutsch Petrowitz I) ist eine Gemeinde in Tschechien. Sie liegt 13 Kilometer südwestlich von Čáslav und gehört zum Okres Kutná Hora.

## Geographie
Petrovice I befindet sich in der Böhmisch-Mährischen Höhe in einem Quellgebiet zahlreicher Bäche. Nordöstlich liegt der Stauweiher Zbožnov.
Nachbarorte sind Újezdec im Norden, Senetín im Nordosten, Damírov im Osten, Dobrovítov im Südosten, Dědice und Michalovice im Süden, Víckovice im Südwesten, Bludov und Zhoř im Westen sowie Chvalov und Plhov im Nordwesten.

## Geschichte
Petrovice wurde wahrscheinlich am Übergang vom 11. zum 12. Jahrhundert gegründet. Nach einer Sage soll die Gegend den drei Brüdern Petr, Jan und Čáslav gehört haben, von denen jeder Siedlungen gründete, die nach ihnen Petrovice, Janovice und Čáslav benannt wurden. Im Jahre 1352 wurde Petrovice erstmals urkundlich erwähnt und war Sitz des Vladikengeschlechts von Petrovice. In der Umgebung befanden sich weitere Ansiedlungen, die heute erloschen sind; südöstlich lag Lhota und im Südwesten befanden sich Krupčina, Malá Spálená und Velká Spálená.
Nach dem Dreißigjährigen Krieg erwarb Heinrich von Haugwitz auf Biskupitz Petrovice. Ihm folgte Hermann Ladislaus von Graebnitz (Heřman Ladislav Hrobnický z Hrobnic). 1658 erwarb Litmír Viduna Obytecký von Obytce die Güter. Die Obytecký waren die letzten Besitzer des Gutes Petrovice, das danach an das Gut Janovičky angeschlossen wurde. Die Grafen von Thürheim verkauften Janovičky mit allem Zubehör 1724 an die Stadtgemeinde Kutná Hora. Seit dieser Zeit war Petrovice zur Herrschaft Červené Janovice zugehörig. 1819 nahm die einklassige Dorfschule den Unterricht auf. 1891 wurde die alte Kirche durch einen Neubau ersetzt.
Nach der Ablösung der Patrimonialherrschaften wurde Petrovice 1850 zu einer selbstständigen Gemeinde im Bezirk Kuttenberg. Seit dem Jahre 1921 trägt die Gemeinde zur Unterscheidung von einem zum selben Bezirk gehörigen gleichnamigen Ort (Petrovice II) den Namen Petrovice I. 1977 wurde die Schule geschlossen.

## Gemeindegliederung
Die Gemeinde Petrovice I besteht aus den Ortsteilen Hološiny (Holosin), Michalovice (Michalowitz), Petrovice I (Petrowitz I), Senetín (Senetin) und Újezdec (Aujestetz).

## Sehenswürdigkeiten
- Kirche St. Wenzel, erbaut 1891/92 an Stelle eines Vorgängerbaus aus dem 13./14. Jahrhundert
- hölzerne Kirche in Michalovice, ehemalige Kirche der Hussiten
- Kapelle in Újezdec
- Kapelle in Hološiny